# Arthúr Bollason
Arthúr Björgvin Bollason (* 16. September 1950 in Reykjavík) ist ein isländischer Journalist, Schriftsteller und Übersetzer.
9

## Leben
Nachdem sich seine Eltern kurz nach seiner Geburt getrennt hatten, wuchs Arthúr Bollason bei seinen Großeltern in Reykjavík auf, die in ihm die Liebe zur alten Dichtung und Literatur Islands weckten. Seine Mutter ging als Fotomodell nach Kanada, sein Vater in die Vereinigten Staaten. Seine Eltern fanden später wieder zueinander und heirateten in den USA, wo Arthúrs Vater Chef von Icelandair war, und hatten vier Töchter. So verbrachte Bollason als Kind zahlreiche Sommerferien bei seinen Eltern in New York. Als Schüler wurde er ausgewählt, um als Bote für das Präsidialamt und das isländische Kultusministerium zu arbeiten.
Auf Anregung seines Deutschlehrers studierte er nach dem Abitur als Stipendiat des Deutschen Akademischen Austauschdienstes Literatur und Philosophie in Deutschland. Danach war er in Island als Lehrer am Gymnasium und Lehrbeauftragter an der Universität tätig. Außerdem moderierte Arthúr Bollason im staatlichen Rundfunk eine philosophische Sendereihe. Später kehrte er nach Deutschland zurück, um in München an seiner Promotion zu arbeiten, war jedoch vor allem als Auslandskorrespondent fürs Radio tätig. Für eine Gesprächsreihe interviewte er unter anderem Politiker wie Willy Brandt, Kurt Waldheim, Otto Schily und Daniel Cohn-Bendit. Im isländischen Fernsehen moderierte er ein Kulturmagazin und wurde eine bekannte Fernsehpersönlichkeit. Besondere Popularität erlangte Arthúr in seiner Heimat, als er nach der Ausstrahlung eines polemischen Films gegen den Bauernverband im staatlichen Fernsehen für diesen öffentlich Partei ergriff und daraufhin als persönlicher Referent des Fernsehintendanten entlassen wurde.
Ab September 1999 war Arthúr Bollason Leiter des isländischen Saga Zentrums in Hvolsvöllur. Er übersetzte Werke von Friedrich Schiller, Heinrich Heine, Friedrich Nietzsche, Hans Magnus Enzensberger, Sten Nadolny, Bernhard Schlink und Richard David Precht sowie die Lebenserinnerungen von Traudl Junge ins Isländische. Der Verfasser mehrerer Reiseführer veröffentlichte 2008 einen literarischen Reisebegleiter über seine Heimat und gilt als einer der wichtigsten Vermittler isländischer Kultur in Deutschland. 2011 erschien unter seiner Mitwirkung ein vierteiliges Box-Set mit Aufnahmen isländischer Sagas.
Arthúr Bollason ist Vater von vier Kindern und lebt in Deutschland.

## Schriften
- Island. Alles was Sie über Island wissen müssen. 2. Ausg. MANA-Verlag, Berlin 2018, ISBN 978-3-95503-122-0.
- Island entdecken & erleben. Mairs Geograph. Verlag, Ostfildern 1996, ISBN 3-89525-242-5.
- Island. Ein Reisebegleiter. Insel-Verlag, Frankfurt am Main/Leipzig 2008, ISBN 978-3-458-35041-5.
- Die schönsten isländischen Sagas. (als Hrsg.) Insel-Verlag, Berlin 2011, ISBN 978-3-458-35744-5.
- Die Saga-Aufnahmen. (4 CDs) Supposé, Berlin 2011, ISBN 978-3-86385-001-2.